# Juan Palomar Verea
Juan Palomar Verea (* 10. Juli 1956 in Guadalajara) ist ein mexikanischer Architekt und Autor einiger Arbeiten und Fachartikel auf dem Gebiet der Architektur und Stadtplanung.

## Leben
Palomar studierte von 1976 bis 1977 in Frankreich und danach bis 1980 am Instituto Tecnológico y de Estudios Superiores de Occidente (ITESO).
Er plante einige Bauwerke in den Bundesstaaten Jalisco und Colima sowie in Mexiko-Stadt; viele davon wurden in Fachzeitschriften abgebildet. Seit 1983 ist er Professor an der Kompositionswerkstatt der ITESO-Architekturschule. Von 1988 bis 2001 war er Präsident der Fundación de Arquitectura Tapatía Luis Barragán. Er war Direktor für ästhetische Forschungen des Kulturministeriums des Distrito Federal von 1993 bis 1995 und im Anschluss bis 1998 im Rathaus von Zapopan Direktor für Stadtplanung.
Er doziert auch als Professor am Tecnológico de Guadalajara, ist Mitglied im Rat für Kunst- und Geisteswissenschaften des Fondo Nacional para la Cultura y las Artes (FONCA) und im ITESO-Direktorenrat. Er ist Präsident der Sektion Guadalajara der Alliance française und seit 2007 Rathaussprecher für Stadtplanung in Guadalajara.
2004 gewann er zusammen mit Alberto Kalach, Gustavo Lipkau und Tonatiuh Martínez den internationalen Entwurfs-Wettbewerb für die „José-Vasconcelos“-Nationalbibliothek.

## Projekte (Auswahl)
- „José-Vasconcelos“-Nationalbibliothek, Mexiko-Stadt (mit Kalach, Lipkau und Martínez)
- Baumschule, Guadalajara (mit Kalach)
- „Farah“-Haus (Restaurierung und Erweiterung)
- Alter Bahnhof, Chapala (Restaurierung und Erweiterung)